# Alcatraz (danza)
El alcatraz es uno de los bailes peruanos de pareja suelta. No hay datos precisos sobre el origen del baile, ni referencias históricas escritas antiguas. Sin embargo, informantes longevos del XX de las zonas de Lima y Cañete brindaron información sobre estas prácticas musicales. Aunque, la estudiosa Victoria Santa Cruz refería que el nombre Alcatraz es una corruptela de la palabra Alcartaz (cucurucho de papel). 
Fue reconstruido en la década de 1960, y popularizado a partir de entonces. 
La ejecución es la siguiente: cada miembro de la pareja lleva en la parte posterior de la cintura un trapo, un pedazo de papel o algo similar; el hombre con una vela encendida trata de encender el "cucurucho", mientras la mujer baila, moviendo las caderas. Actualmente, la tarea de encender el cucurucho también es llevada a cabo por la mujer.
Los temas más conocidos son "Al son de la tambora", de Porfirio Vásquez, "Préndeme la vela", de Abelardo Vásquez, "A que muevan la cola" de Victoria Santa Cruz y "Quema tú" de Caitro Soto.